# Фауст (фільм, 1982)
«Фауст» — радянський 2-серійний телефільм-опера, знятий в 1982 році на студії «Укртелефільм». Екранізація опери французького композитора Шарля Гуно, написаної за сюжетом першої частини трагедії Йоганна Вольфганга фон Гете «Фауст».

## Сюжет
Телефільм-опера. Екранізація опери французького композитора Шарля Гуно, написаної за сюжетом першої частини трагедії Йоганна Вольфганга фон Гете «Фауст».

## У ролях
- Анатолій Кочерга —  Мефістофель  (співає він же)
- Мілена Тонтегоде —  Маргарита  (співає Гізела Ципола)
- Арунас Смайліс —  Фауст  (співає Анатолій Солов'яненко)
- Ааре Лаанеметс —  Валентин  (співає Анатолій Мокренко)
- Володимир Ставицький —  Зібель  (співає Костянтин Огнєвий)
- Тетяна Митрушина —  Март  (співає Вікторина Мартіросова)
- Вацлав Дворжецький —  старий Фауст  (співає Василь Гриненко)
- Георгій Дворников —  Брандер
- Гельдур Сааде —  Вагнер  (співає Богдан Гнидь)
- Юріс Аарма —  молодий чоловік
- Юріс Мартіньш Плявіньш —  могильник

## Знімальна група
- Режисер-постановник: Борис Небієрідзе
- Сценаристи: Борис Небієрідзе, Святослав Крутиков, Йоганн Вольфганг Гете (автор трагедії «Фауст»)
- Оператор-постановник: Кирило Роміцин
- Асистент оператора: Володимир Довгальов
- Художник-постановник: Олег Костюченко
- Композитор: Шарль Гуно
- Хор і оркестр Київського державного академічного театру опери та балету ім. Шевченка
  - Диригент та головний консультант: Степан Турчак
- Режисер: А. Кудімова
- Оператор: Ю. Гальченко
- Балетмейстер: В. Федотов
- Художник по костюмах: І. Таранова
- Художник по гриму: Н. Степанова
- Режисер монтажу: Л. Крюкова
- Комбіновані зйомки: оператор — А. Каган; художник — В. Рудько
- Редактор: Ю. Янкевич
- Директор картини: Владислав Чащин